# ミリアム・アデルソン
ミリアム・アデルソン（Miriam Adelson、旧姓: ファーブスタイン; 1945年10月10日 -）は、米国における大口政治献金で知られるイスラエル系アメリカ人の医師。
1991年にアメリカ屈指の富豪、シェルドン・アデルソンと結婚。夫の死後、カジノリゾート、ラスベガス・サンズの所有者となり、2024年5月時点で推定純資産が342億ドルで、フォーブスによると世界で44番目に裕福な人物である。また、世界で最も裕福なイスラエル人で、米国で5番目に裕福な女性である。
現在、新聞『イスラエル・ハヨム』のオーナーであり、ラスベガス・レビュー・ジャーナルも所有している。2023年より、娘婿のパトリック・デュモンと共に、NBAのダラス・マーベリックスの過半数の所有者でもある。
米国、共和党への主要な政治献金者であり、2018年にドナルド・トランプから大統領自由勲章を授与された。アデルソンはトランプの大統領選挙キャンペーン、彼の2017年の大統領就任、そして2016年米大統領選へのロシア干渉に関する特別捜査に対する弁護基金に対しても多額の寄付を行っている。

## 略歴
アデルソンは1930年代にポーランドからイギリス委任統治領パレスチナに移民としてやってきた両親の元、1945年にテルアビブで生まれた。父は労働シオニズムを提唱するマパムの党員で、のちにハイファに引っ越した。
テルアビブ大学医学部を卒業した後、1986年にロックフェラー大学に薬物依存症を専門とする医師として赴任した。1991年にはアメリカ屈指の富豪でカジノ王として知られるシェルドン・アデルソンと結婚。1993年に薬物乱用センターと研究クリニックを設立。2000年には、夫婦でラスベガスにDr. Miriam and Sheldon G. Adelson Research Clinic研究クリニックを開設した。

## 政治と献金活動

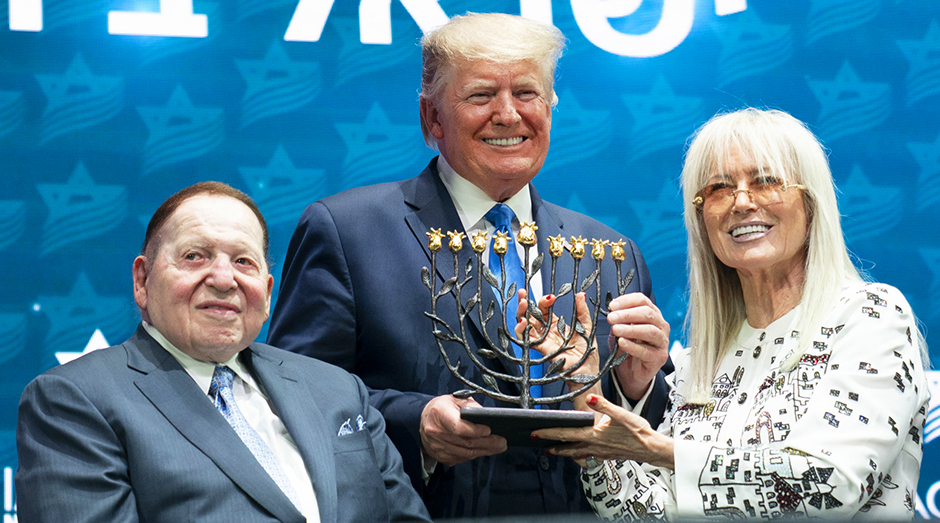
夫とドナルド・トランプ（2019年）

アデルソンはアメリカ政治における高額な献金で知られており、主に共和党を支持する寄付をしている。 Politico によると、2012年アメリカ合衆国選挙で最も多くの寄付を行った女性寄付者であった。
ダラス・マーベリックスの過半数の株式を購入して以来、アデルソンはテキサス州でのギャンブルの合法化を推進し、州内にカジノを建設しようとしている。

### イスラエル支持
イスラエルを強く支持するロビー活動家として知られ、夫と出会ったことでアメリカに「取り残された」と語る。夫、シェルドンのイスラエルに対する政治的見解に大きな影響を与えたとされており、シェルドンはミリアムのシオニズムに触発され、ロビー活動を始めたとされている。 アデルソンはアメリカシオニスト機構やホロコースト博物館への多額の寄付金でも知られており、イスラエル軍のために資金集めをする米国の様々な団体の財政支援者でもある。

### ドナルド・トランプ支持
2016年以降、ドナルド・トランプの支持を公言している。 アデルソン夫婦は、トランプの大統領任期中の最大の寄付者だった。また、彼の2017年の大統領就任そして2016年米大統領選へのロシア干渉に関する特別捜査、2016年の大統領選挙運動、2020年の大統領選挙運動でも最大の寄付者となった。
2024年2月、アデルソンはトランプに2024年アメリカ合衆国大統領選挙での支持を約束 。ハアレツ紙によると、2024年大統領選への完全なる財政的支援の引き換えに、パレスチナ国（パレスチナ自治区）の一部であるヨルダン川西岸地区のイスラエルへの併合を認めることをトランプへの条件とした。Politicoは2024年5月にアデルソンはトランプを支持するスーパーPACに9000万ドルを寄付すると報じた。この時点で、バイデン陣営は8400万ドル、トランプ陣営は4900万ドルの現金があったと報じている。
2025年、第47代大統領に就任したトランプの2025年大統領就任式に出席した。
トランプのイスラエル支持について、聖書に「トランプの書」があるべきだと発言したこともある 。米国に対するスパイ活動で収監されていたイスラエルのスパイであるアビエム・セラへの恩赦をトランプに求めており、トランプはセラに恩赦を与えた。

## 受賞歴
- 大統領自由勲章 - ドナルド・トランプ大統領から授与された（2018年）[29]
- テルアビブ大学からの名誉博士号（2007年）[30]
- ウイルソン・センターのウッドロー・ウィルソン企業市民賞